# Xylodiplosis
Xylodiplosis is een muggengeslacht uit de familie van de galmuggen (Cecidomyiidae).

## Soorten
- X. aestivalis Kieffer, 1904
- X. longistylus Gagne, 1985
- X. nigritarsis (Zetterstedt, 1850)